# اريك غوتز
اريك غوتز (بالإنجليزية: Eric Goetz)‏ هو مهندس أمريكي، ولد في 1949.